# Фридрих VIII фон Цоллерн
Фридрих VIII фон Цоллерн по прозвищу «Пасхальное Воскресенье» (Фридрих Остертаг I) (ум. 1333) — немецкий дворянин, граф фон Цоллерн (1309—1333).

## Биография
Младший сын графа Фридриха VI фон Цоллерна (1289—1298) от брака с Кунигундой (1365—1310), дочерью маркграфа Рудольфа I Баденского.
В 1309 году после смерти старшего брата Фридриха VII Фридрих VIII стал управлять графством Цоллерн вместе со своим племянником Фрицли I. После смерти племянника в 1313 году Фридрих VIII стал править единолично.
Во время борьбы за императорский престол в Священной Римской империи между Людовиком IV Баварским и Фридрихом Баварским граф Фридрих фон Цоллерн находился на стороне Людовика IV.

## Семья и дети
Имя и происхождение жены Фридриха неизвестны. Их дети:
- Фрицли II (ум. между 1355 и 1359), граф Цоллерн
- Фридрих IX (ум. между 1377 и 1379), граф фон Цоллерн, с 1344 года правил вместе с братом Фридрихом Страсбургским. Женат с 1341 года на графине Адельгейде фон Гогенберг (ум. после 1385), дочери Бурхарда V фон Гогенберга
- Фридрих «Пасхальное Воскресенье» (Фридрих Остераг II) (ум. 1365), великий приор Ордена Святого Иоанна
- Фридрих Страсбургский (ум. 1365), каноник в Страсбурге (1333—1342), с 1344 года правил вместе со своим старшим братом Фридрих IX. Женат с 1343 года на Маргарите фон Гогенберг, дочери графа Бурхарда V фон Гогенберга.